# IT-säkerhet
IT-säkerhet är aktiviteter, rutiner och anordningar för att skydda en organisations (företags, myndighets, etc) värdefulla tillgångar som information, maskinvara ("hårdvara") och programvara ("mjukvara"). IT-säkerhet ingår som en beståndsdel i det totala säkerhetsramverket och ska liksom övriga IT-ramverk och det totala ramverket hantera skydd mot allehanda hot och faror mot organisationen och dess verksamhet, det vill säga bland annat katastrofer, främmande makter och individer, medarbetare och dåligt utformad verksamhet, som av någon anledning kan skada organisationen. IT-säkerhet koncentrerar sig på hot och skydd förenade med användning av informationsteknik ("IT"). En viktig del av arbetet med IT-säkerhet handlar om att förstå olika hotbilder, hantera sannolikheter för att utsättas för skada samt att balansera kostnader för motmedel för skydd mot värdet av det man skyddar.
En viktig del i IT-säkerhet är datasäkerheten som bland annat innebär att skydda sig mot hackare och datorvirus eller stöld av information på en dator eller i ett datornätverk samt att ha arbetssätt så att informationen inte oavsiktligt förstörs. Parkers hexad är ett sätt att beskriva aspekter på säkerhet.

## Viktiga faktorer
- förståelsen om vilka tillgångar som finns inom organisationen och vad de är "värda" för organisationen och utomstående
- förståelse om risker för dessa tillgångar (stöld, sabotage, spionage, naturkatastrof, mänskligt misstag, buggar i program)
- medvetenhet inom organisationen
- rätt säkerhetsorganisation det vill säga människor som arbetar med säkerhet
- rätt procedurer och arbetssätt som tar höjd för säkerhetsproblematiken
- rätt skalskydd för att förhindra att obehöriga, rent fysiskt, kan få tillträde till serverrum och dataterminaler
- rätt verktyg och mekanismer (till exempel loggar, brandväggar, intrångsupptäcktsystem (IDS), och antivirus)
- avvikelsehantering, det vill säga rapportering av säkerhetsproblem och systematiskt arbete med åtgärder
- regelbundna revisioner av IT-säkerhetssystemet (engelska: audit) av systemets effektivitet och ändamålsenlighet

## Standarder
- ISO/IEC 27001
- ISO/IEC 27002
- NIST SP 800
- IETF Säkerhetsarkitektur, RFC 2196